# Katzengras
Als Katzengras werden bezeichnet
- verschiedene Pflanzen (überwiegend Gräser), die innerhalb von Wohnungen gezogen und aufgestellt werden, um von Hauskatzen (an)gefressen zu werden, und
- speziell das Zypergras Cyperus zumula,[1][2] das häufig für den erstgenannten Zweck verwendet wird.

Da es Katzen, die sich nur in einer Wohnung aufhalten, nicht möglich ist, freiwachsendes Gras zu fressen, werden oftmals andere Zimmerpflanzen oder Grünpflanzen angefressen. Um dem Bedarf bzw. der Vorliebe für Grünpflanzen entgegenzukommen, wird von Katzenhaltern oft alternativ sogenanntes Katzengras zur Verfügung gestellt.

## Funktion
Es wird überwiegend angenommen, dass das Fressen von Gras das Herauswürgen von unverdaulichen Haarbällen (Bezoaren) erleichtern soll, die durch die Fellreinigung oder das Fressen von Beutetieren in den Verdauungstrakt der Katze gelangt sind. Ein Großteil dieser Haare passiert den Magen-Darm-Trakt, bei zu vielen Haaren können diese aber verklumpen und im schlimmsten Fall zu einem Darmverschluss führen. Das Fressen von Gras unterstützt die Bindung der Haare und den Würgvorgang und somit das Ausscheiden dieser Haare.
Als andere Erklärungsansätze werden die Nährstoffaufnahme aus pflanzlichen Bestandteilen, bloße Langeweile oder geschmackliche Vorlieben diskutiert, was jedoch nicht nachgewiesen werden konnte.

## Arten
Bei Katzengras handelt es sich botanisch in der Regel um Gräser, zumeist Süßgräser in Form von Getreideschösslingen (Weizen, Roggen, Gerste, Hafer, Hirse). Als dauerhafteres Katzengras findet auch der Zimmerbambus (Pogonatherum paniceum, auch als Seychellengras bezeichnet und botanisch ein Süßgras) und im Übrigen Sauergräser, insbes. verschiedene Sorten von Zypergräsern (z. B. Cyperus zumula, Cyperus alternifolius), Verwendung. Die in Büros und Haushalten weit verbreitete Grünlilie (Chlorophytum comosum) ist, obwohl botanisch nicht den Gräsern zugehörig, zwar von Natur aus ebenfalls als Katzengras verwendungsfähig, nimmt jedoch Schadstoffe aus der Raumluft in höherem Maße auf als viele andere Pflanzen und könnte daher mit Wohngiften belastet sein.